# Baix Empordà
Baix Empordà (Catalaans, Spaans; Bajo Ampurdán) is een comarca van de Spaanse autonome regio Catalonië. Het is onderdeel van de provincie Girona. In 2005 telde Baix Empordà 120.302 inwoners op een oppervlakte van 701,69 km². De hoofdstad is la Bisbal d'Empordà en de grootste stad van de comarca is Palafrugell.

## Gemeenten
| Gemeente              | Inwoners | Gemeente              | Inwoners | Gemeente                                    | Inwoners |
| --------------------- | -------- | --------------------- | -------- | ------------------------------------------- | -------- |
| Albons                | 620      | Begur                 | 4076     | Bellcaire d'Empordà                         | 672      |
| La Bisbal d'Empordà   | 9261     | Calonge i Sant Antoni | 9458     | Castell-Platja d'Aro                        | 9768     |
| Colomers              | 213      | Corçà                 | 1261     | Cruïlles, Monells i Sant Sadurní de l'Heura | 1271     |
| Foixà                 | 325      | Fontanilles           | 175      | Forallac                                    | 1746     |
| Garrigoles            | 155      | Gualta                | 358      | Jafre                                       | 386      |
| Mont-ras              | 1841     | Palafrugell           | 21.307   | Palamós                                     | 17.197   |
| Palau-sator           | 280      | Pals                  | 2400     | Parlavà                                     | 352      |
| la Pera               | 436      | Regencós              | 304      | Rupià                                       | 213      |
| Sant Feliu de Guíxols | 20.867   | Santa Cristina d'Aro  | 4214     | Serra de Daró                               | 184      |
| La Tallada d'Empordà  | 367      | Torrent               | 190      | Torroella de Montgrí                        | 10.588   |
| Ullà                  | 1039     | Ullastret             | 233      | Ultramort                                   | 200      |
| Vall-llobrega         | 730      | Verges                | 1179     | Vilopriu                                    | 189      |